# Siebel Si 202
Die Siebel Si 202 Hummel war ein ziviles Sport- und Schulflugzeug der Siebel Flugzeugwerke.

## Geschichte und Konstruktion
Das Flugzeug wurde 1938 von Friedrich Fecher im Auftrag von Siebel entwickelt, um den Flugsport in Deutschland zu verbreiten. Das Flugzeug wurde deshalb als leicht zu fliegender, robuster, freitragender Tiefdecker in Holzbauweise konstruiert. Das Fahrwerk war als starres Normalfahrwerk ausgebildet. Der Erstflug der D-ESFH erfolgte am 26. April 1938 mit Wolfgang Ziese als Pilot. Durch die seinerzeit recht fortschrittliche Konstruktion und wegen der nebeneinanderliegenden Pilotensitze mit Doppelsteuerung in einer geschlossenen Kabine war das Flugzeug beliebt. Als Preis waren 6850 Reichsmark vorgesehen.  Da die ersten Zündapp-Motoren auf sich warten ließen, wurden die V1, V2 und V4 mit Salmson-Motoren, die V3 mit einem Walter-Mikron-Reihenmotor ausgerüstet. Bis zum Kriegsausbruch wurden drei Varianten produziert, wobei bis zur Einstellung der Produktion im Mai 1941 anstelle der geplanten 200 Stück nur 38 gebaut wurden. Die Maschinen wurden hauptsächlich in den Schulen des NSFK eingesetzt.

## Versionen
- Si 202 A: Basisversion mit unverkleidetem Salmson 7 Ad, einem luftgekühlten Siebenzylinder-Sternmotor mit 45 PS (33 kW).
- Si 202 B: Wie A-Version, nur mit Zündapp Z 9-092 mit 50 PS (37 kW), Höhenrekord im Jahr 1939 mit 5982 m durch Wolfgang Ziese mit einem Passagier, 7043 m durch Ziese allein,[3] diverse Flugzeug-Wettbewerbserfolge bis 1939.
- Si 202 C: Weiterentwickelte verbesserte Variante mit vergrößerter Reichweite und einem Reihenmotor Hirth HM 515 mit 60 PS (44 kW).

## Technische Daten
| Kenngröße             | Si 202 B                           | Si 202 C                        |
| --------------------- | ---------------------------------- | ------------------------------- |
| Besatzung             | 1                                  | 1                               |
| Passagiere            | 1                                  | 1                               |
| Länge                 | 6,4 m                              | 6,5 m                           |
| Spannweite            | 10,5 m                             | 10,6 m                          |
| Höhe                  | 1,85 m                             | 1,85 m                          |
| Flügelfläche          | 14,0 m²                            | 14,0 m²                         |
| Flügelstreckung       |                                    |                                 |
| Leermasse             | 320 kg                             | 355 kg                          |
| max. Startmasse       | 550 kg                             | 620 kg                          |
| Höchstgeschwindigkeit | 160 km/h                           | 180 km/h                        |
| Dienstgipfelhöhe      | 3300 m                             | 3300 m                          |
| Reichweite            | 500 km                             | 800 km                          |
| Triebwerke            | ein Zündapp Z 9-092, 50 PS (37 kW) | ein Hirth HM 515, 60 PS (44 kW) |